# Nieve Nieve
San José de Nieve Nieve es un poblado peruano perteneciente al Distrito de Antioquía, Provincia de Huarochirí, Departamento de Lima. Se encuentra localizada en el valle del río Lurín, al sureste de la ciudad de Lima, a un lado de la vía que conduce desde Lima hacia Huarochirí. 
Pero por motivos de facilidad lexical muchos suelen llamarlo Nieve Nieve; y se llama así porque en tiempos remotos era una ruta frecuentada por arrieros que esperaban llegar a este lugar para descansar en su tarea de bajar hielo de los nevados, en tiempos en que éste se producía a 4500 m s. n. m. Posteriormente con la llegada de los colonos españoles y el proceso de evangelización o integración al cristianismo se optó por denominar a este lugar como San José de Nieve Nieve.
La fauna del lugar está constituida por algunos venados, zorros, aves de rapiña, murciélagos, lechuzas y búhos. Esta zona es usada por ciclistas para hacer paseos desde Lima en horas de la noche. La cultura popular atribuye al lugar como escenario de apariciones paranormales en horas de la noche y el amanecer mayormente atribuido por lo solitario del lugar. una de las principales atractivos turísticos es el camino inca y las ruinas ubicadas en la parte inferior del pueblo que queda a hora y media de lima , también se reciben muchos visitantes raíz de los restaurantes y casas haciendas cerca del pueblo.
La flora comestible de este lugar esta constituida por papa, siete cueros ,tuna, alfalfa, maíz, peras, manzanas, melocotones, etc.
- Datos: Q6042790